# Dinu Patriciu
Dinu Patriciu est un homme d'affaires roumain né le 3 août 1950 à Bucarest et mort le 19 août 2014 à Londres au Royaume-Uni.
Il fut un temps le Roumain le plus riche, avec une fortune estimée à 2,2 milliards de dollars.

## Biographie
Dinu Patriciu naît le 3 août 1950 à Bucarest.
En 1990, il rejoint le Parti national libéral et est élu PNL pour deux ans du conseil (ro) du județ de Timiș. Après d'autres mandats de représentant, il se retire de la politique en 2003 pour se consacrer aux affaires.
En 1998, il reprend Rompetrol, le deuxième groupe pétrolier de Roumanie. Il initie l'analyse des sapropèles de la mer Noire afin de développer l'usage de ces sédiments comme énergie alternative.
Durant les années 2000, il est accusé de nombreux délits. Ainsi en 2006 il est passe devant le tribunal de Bucarest pour sept chefs d'accusation dont fraude, blanchiment et manipulation boursière. Il est acquitté en 2012, mais le parquet fait appel.
En 2012 il annonce son cancer du foie[pas clair]. Une transplantation est réussie dans l'année dans un hôpital de Milan, mais il décède deux ans plus tard d'une infection contractée à la suite de cette intervention[pas clair].